# Religión en Trinidad y Tobago

Escudo episcopal anglicano de la diócesis de Trinidad y Tobago.

Las religiones que predominan en Trinidad y Tobago son la protestante o evangélica y la católica.
Asimismo, se practican antiguas creencias indígenas y de la población negra, entre ellas, el animismo.
A causa de la inmigración de los indostanes, hay grupos que profesan el hinduismo.